# Västra Bäcktjärnen
Västra Bäcktjärnen är en sjö i Bräcke kommun i Jämtland och ingår i Indalsälvens huvudavrinningsområde.